# تپه کمره ۲
تپه کمره ۲ مربوط به دوره اشکانیان است و در شهرستان خرم‌آباد، بخش چغلوندی، دهستان بیرانوند شمالی، منطقه مله تخت آبسرده واقع شده و این اثر در تاریخ ۲۸ اسفند ۱۳۸۵ با شمارهٔ ثبت ۱۸۵۵۳ به‌عنوان یکی از آثار ملی ایران به ثبت رسیده است.